# Авіаносці типу «Лонг Айленд»
Авіаносці типу «Лонг Айленд» (англ. Long Island-class escort carrier) — тип американських ескортних авіаносців періоду Другої світової війни.

## Представники
| Назва                   | Номер | Закладений        | Спущений на воду    | Вступив у стрій        | Доля                                                                         |
| ----------------------- | ----- | ----------------- | ------------------- | ---------------------- | ---------------------------------------------------------------------------- |
| Лонг Айленд Long Island | CVE-1 | 7 липня 1939 року | 11 січня 1940 року  | 2 червня 1942 року     | Виключений зі списків флоту у 1946 році, переобладнаний на торговельне судно |
| Арчер Archer            | D78   | 1 січня 1939 року | 14 грудня 1939 року | 17 листопада 1942 року | Виключений зі списків у 1945 році, переобладнаний на торговельне судно       |

## Історія
Перша серія американських ескортних авіаносців. Переобладнані з транспортних теплоходів типу C-3. Перший з кораблів, «Лонг Айленд», переобладнаний ще до вступу США у Другу світову війну. Другий, «Арчер», був побудований для Великої Британії та переданий їй за програмою ленд-лізу.

## Конструкція
Кораблі мали невеликий ангар (29,9 х 16,5 м) в кормовій частині корпуса, літакопідйомник розмірами 11,6×10,4 м та вантажопідйомністю 3,4 тонни, а також катапульту H-II. Розміри політної палуби 109,7×21,3 м, причому сама палуба мала посилену конструкцію з 19-мм сталі. Для збереження остійності в трюм завантажили 1650 тонн баласту. Корпус оснастили протиторпедним захистом у вигляді 25-мм поздовжньої перебірки.
У 1942 році корабель пройшов модернізацію: політну палубу продовжили на 18 м, масу баласту збільшили ще на 990 тонн.
Енергетична установка складалась з чотирьох 7-клапанних дизельних двигунів Busch-Sulzer, що працювали на один вал. Швидкість на випробуваннях становила 17,8 вузла.
Запас авіаційного бензину становив 378 500 л.
Озброєння на момент вступу у стрій складалось з однієї 127-мм гармати, двох 76-мм зенітних гармат та чотирьох 12,7-мм кулеметів. У 1942 році замість кулеметів встановили 20-мм «Ерлікони».